# Laurent Jeannin
 (avril 2019).
Si vous disposez d'ouvrages ou d'articles de référence ou si vous connaissez des sites web de qualité traitant du thème abordé ici, merci de compléter l'article en donnant les références utiles à sa vérifiabilité et en les liant à la section « Notes et références ».
Laurent Jeannin, né le 7 septembre 1968 à Maisons-Laffitte et mort le 7 juillet 2017 à Paris, est un pâtissier chocolatier glacier confiseur français.

## Biographie
Laurent Jeannin commence son apprentissage à l'âge de 15 ans à la pâtisserie traditionnelle Valade à Cusset avant de décrocher un CAP pâtissier-glacier-confiseur. Il intègre la maison parisienne Fauchon en 1986  ou il rencontre Christophe Felder
Il rejoint Christophe Felder à l'hôtel de Crillon comme commis en 1989 pendant 10 ans avant de joindre les rangs de l'hôtel George V et mettre en place toute la pâtisserie pour la réouverture de l'hôtel. Il est reconnu comme étant le premier chef à proposer plusieurs variations autour d’un même produit - comme la fraise par exemple[réf. nécessaire]. 
Après avoir quitté le George V, il part au Japon en 2001 en travaillant en tant que free-lance, avant de revenir en France en 2007, succédant à Gilles Marchal en tant que chef pâtissier du Bristol. Aux côtés du chef des cuisines, Eric Fréchon, il partage le mérite de l’obtention d’une troisième étoile au Guide Michelin 2009[réf. nécessaire].
Laurent Jeannin est élu chef pâtissier de l'année 2009 par le guide Champérard, puis par le magazine Le Chef en 2011. Il publie un livre de recette intitulé Pâtisseries au fil du jour en 2013 aux éditions Solar.
Laurent Jeannin est décédé le 7 juillet 2017, dans le 15e arrondissement de Paris à l'âge de 48 ans.

## Distinctions
- Chef pâtissier de l'année 2009 par le Guide Champérard
- Chef pâtissier de l'année 2011 par le magazine Le Chef
- Prix AIG du Chef pâtissier de l'année 2016 par l'Académie Internationale de la Gastronomie
- Chevalier de l'Ordre du mérite agricole
- 3e à la coupe de France 1996

## Publication
- Laurent Jeannin, Pâtisseries au fil du jour, Editions Solar, 2013